# Guillaume Marescot
Guillaume Marescot (Paris, 15 de dezembro de 1567 — Provins, 9 de agosto de 1643) foi jurista e político francês. Depois de estudar humanidades, Guilllaume vai para a Universidade de Burges, onde estuda direito com o célebre Jacques Cujas (1522-1590). Procurador aos dezoito anos, foi um dos poucos advogados que permaneceu leal ao Parlamento de Paris. Aprisionado pelos membros da liga católica, refugiou-se em Tours, retornando a Paris com os magistrados.
Foi honrado por Henrique IV com diversas missões diplomáticas, e morreu como conselheiro de Estado, com a reputação de homem de bem e hábil.  Era filho de Michel Marescot (1539–1605), primeiro médico de Henrique IV, em 1595. Os Marescots eram de família italiana, o que lhe valeu inúmeros favores de Maria de Médicis. Foi vereador da cidade de Paris e conselheiro de Carlos I, Duque de Mântua (1580-1637), depois chefe do conselho (1611-1626) e procurador de 1611 a 1631. Também ocupou o cargo de intendente das finanças do Ducado de Alençon, em 1612.

## Família
Guillaume Marescot foi casado com Valentine Loysel († Abril de 1641), filha do célebre jurista Antoine Loysel (1536-1617), com quem teve quatro filhos.
- Michel Marescot (1598-1649), procurador do Parlamento francês e da rainha
- René Marescot (1600-1649), prior de Beaumont-le-Roger
- Françoise Marescot (1605-1660), casada em 1620 com Charles Bailly, procurador francês
- Madeleine Marescot (1614-1636), casada em 1634 com Philippe de la Martelière, conselheiro do Parlamento francês"